# Franz Engelbert von Landsberg zu Erwitte
Franz Engelbert von Landsberg zu Erwitte (* 4. Juli 1739 in Drensteinfurt; † 7. Dezember 1810 in Münster) war Domherr in Münster und Paderborn.

## Leben

### Herkunft und Familie
Franz Engelbert von Landsberg wuchs als Sohn des Franz Kaspar Ferdinand von Landsberg zu Erwitte und seiner Gemahlin Anna Maria Theresia von der Recke zusammen mit seinen Geschwistern Anna Adolphina (* 1751, ⚭ Hermann von Spiegel zum Desenberg), Clemens August (1733–1785), Johann Matthias (1734–1813) und Franz Karl (1735–1779) in der westfälischen Adelsfamilie von Landsberg auf.

### Wirken
Franz Engelbert absolvierte ein Studium an der Universität Paderborn, bevor er im Jahre 1762 eine Dompräbende in Paderborn erhielt. Diese tauschte er 1775 gegen eine Präbende in Münster ein. Die Aufschwörung zur münsterschen Ritterschaft fiel auf den 11. Januar 1766. Damit gehörte er dem Landtag an, einem Gremium, das sich aus den drei Ständen zusammensetzte. Die Aufgabe des Landtags bestand in der Regelung des Steuerwesens und ab 1447 auch des Fehdewesens im Hochstift Münster.